# 堀口浩司
堀口 浩司 （ほりぐち こうじ、1955年 - ）は、日本の都市計画プランナー。地域計画建築研究所(アルパック）取締役副社長。専門は土地利用計画、景観計画など建築物の誘導、既成市街地の整備計画やアーバンデザインなど。
技術士建設部門 都市及び地方計画。一級建築士、都市計画コンサルタント協会認定都市プランナー（景観・都市デザイン・エリアマネジメント）。

## 来歴
和歌山県に生まれる。1978年に京都大学工学部建築学科を卒業して同大学院工学研究科建築学専攻に進み、1981年修士課程を修了した。
設計事務所を経て1982年から地域計画建築研究所に入所した。以後、取締役計画部長（1996年）、企画政策推進室長兼取締役計画部長兼東京事務所長（2007年、）、取締役計画部長兼東京事務所長兼名古屋事務所長（2010年）を歴任する。2012年6月、取締役副社長兼東京事務所長兼名古屋事務所長に就任した（2016年11月より企画政策推進室を兼務）。
一般社団法人日本建築学会、公益社団法人日本都市計画学会（関西支部委員）、都市環境デザイン会議（監査役）、地区防災計画学会（執行理事）に所属している。
著書に『都市環境デザインの仕事』（学芸出版社）など。